# Araneus rotundulus
Araneus rotundulus là một loài nhện trong họ Araneidae.
Loài này thuộc chi Araneus. Araneus rotundulus được Eugen von Keyserling miêu tả năm 1887.